# Liste der Mitglieder der National Academy of Sciences/1962
Im Jahr 1962 wählte die National Academy of Sciences der Vereinigten Staaten 39 Personen zu ihren Mitgliedern.

## Neugewählte Mitglieder
- Lawrence H. Aller (1913–2003)
- Edoardo Amaldi (1908–1989)
- William A. Arnold (1904–2001)
- Virgil Boekelheide (1919–2003)
- Robert W. Briggs (1911–1983)
- Harvey Brooks (1915–2004)
- John M. Buchanan (1917–2007)
- Geoffrey F. Chew (1924–2019)
- Albert Coons (1912–1978)
- Michael Doudoroff (1911–1975)
- Alfred Emerson (1896–1976)
- Scott E. Forbush (1904–1984)
- Herbert Friedmann (1900–1987)
- Robert M. Garrels (1916–1988)
- Donald A. Glaser (1926–2013)
- David E. Green (1910–1983)
- Paul Herget (1908–1981)
- Harold L. James (1912–2000)
- Martin D. Kamen (1913–2002)
- Seymour S. Kety (1915–2000)
- Paul J. Kramer (1904–1995)
- Chia-Chiao Lin (1916–2013)
- Franklin A. Long (1910–1999)
- Feodor Lynen (1911–1979)
- Gordon J. MacDonald (1929–2002)
- George W. Mackey (1916–2006)
- George A. Miller (1920–2012)
- Charles B. Morrey, Jr. (1907–1984)
- Abraham Pais (1918–2000)
- William G. Penney (1909–1991)
- William Hayward Pickering (1910–2004)
- Rutherford N. Robertson (1913–2001)
- Benjamin I. Rouse (1913–2006)
- Emil L. Smith (1911–2009)
- Philip Sporn (1896–1978)
- Thomas D. Stewart (1901–1997)
- William Straus, Jr. (1900–1981)
- Shields Warren (1898–1980)
- James D. Watson (* 1928)